# سيراس سوتون
سيراس سوتون (بالإنجليزية: Cyrus Sutton)‏ هو مصور سينمائي ومصور أمريكي، ولد في 16 ديسمبر 1982 في سان دييغو في الولايات المتحدة.

## وصلات خارجية
- سيراس سوتون على موقع EncyclopediaOfSurfing.com (الإنجليزية)